# Davis Cup 2017
Davis Cup 2017 là giải Davis Cup lần thứ 106, giải đấu giữa các đội tuyển quần vợt nam quốc gia. Giải được BNP Paribas tài trợ.  Pháp dành chức vô địch thứ 10 won their tenth title (lần đầu tiên kể từ năm 2001), với Lucas Pouille đánh bại Steve Darcis của  Bỉ trong trận đấu cuối cùng tại Sân vận động Pierre-Mauroy tại Villeneuve-d'Ascq vào ngày 26 tháng 11.

## Nhóm thế giới
| Các đội tuyển | Các đội tuyển  | Các đội tuyển | Các đội tuyển |
| · Argentina   | · Úc           | · Bỉ          | · Canada      |
| · Croatia     | · Cộng hòa Séc | · Pháp        | · Đức         |
| · Anh Quốc    | · Ý            | · Nhật Bản    | · Nga         |
| · Serbia      | · Tây Ban Nha  | · Thụy Sĩ     | · Hoa Kỳ      |
| ------------- | -------------- | ------------- | ------------- |

### Hạt giống
1. Argentina (Vòng 1)
2. Croatia (Vòng 1)
3. Anh Quốc (Tứ kết)
4. Cộng hòa Séc (Vòng 1)
5. Thụy Sĩ (Vòng 1)
6. Pháp (Vô địch)
7. Bỉ (Chung kết)
8. Serbia (Bán kết)

### Kết quả thi đấu
|  | Vòng một 3–5 tháng 2              | Vòng một 3–5 tháng 2               | Vòng một 3–5 tháng 2 |                                 |          | Tứ kết 7–9 tháng 4 | Tứ kết 7–9 tháng 4                | Tứ kết 7–9 tháng 4 |   |   | Bán kết 15–17 tháng 9 | Bán kết 15–17 tháng 9                     | Bán kết 15–17 tháng 9 |   |  | Chung kết 24–26 tháng 11 | Chung kết 24–26 tháng 11 | Chung kết 24–26 tháng 11 |
|  |                                   |                                    |                      |                                 |          |                    |                                   |                    |   |   |                       |                                           |                       |   |  |                          |                          |                          |
|  | Buenos Aires, Argentina (đất nện) |                                    |                      |                                 |          |                    |                                   |                    |   |   |                       |                                           |                       |   |  |                          |                          |                          |
|  | 1                                 | Argentina                          | 2                    |                                 |          |                    |                                   |                    |   |   |                       |                                           |                       |   |  |                          |                          |                          |
|  | 1                                 | Argentina                          | 2                    | Charleroi, Bỉ (cứng, trong nhà) |          |                    |                                   |                    |   |   |                       |                                           |                       |   |  |                          |                          |                          |
|  |                                   | Ý                                  | 3                    |                                 |          |                    |                                   |                    |   |   |                       |                                           |                       |   |  |                          |                          |                          |
|  |                                   | Ý                                  | 3                    |                                 | Ý        | 2                  |                                   |                    |   |   |                       |                                           |                       |   |  |                          |                          |                          |
|  | Frankfurt, Đức (cứng, trong nhà)  |                                    |                      |                                 | Ý        | 2                  |                                   |                    |   |   |                       |                                           |                       |   |  |                          |                          |                          |
|  |                                   | 7                                  | Bỉ                   | 3                               |          |                    |                                   |                    |   |   |                       |                                           |                       |   |  |                          |                          |                          |
|  | 7                                 | 7                                  | Bỉ                   | 3                               | Bỉ       | 4                  |                                   |                    |   |   |                       |                                           |                       |   |  |                          |                          |                          |
|  | 7                                 |                                    |                      |                                 | Bỉ       | 4                  | Brussels, Bỉ (đất nện, trong nhà) |                    |   |   |                       |                                           |                       |   |  |                          |                          |                          |
|  |                                   | Đức                                | 1                    |                                 |          |                    |                                   |                    |   |   |                       |                                           |                       |   |  |                          |                          |                          |
|  |                                   |                                    |                      |                                 |          |                    | 7                                 | Bỉ                 | 3 |   |                       |                                           |                       |   |  |                          |                          |                          |
|  | Kooyong, Úc (cứng)                |                                    |                      |                                 |          |                    | 7                                 | Bỉ                 | 3 |   |                       |                                           |                       |   |  |                          |                          |                          |
|  |                                   |                                    | Úc                   | 2                               |          |                    |                                   |                    |   |   |                       |                                           |                       |   |  |                          |                          |                          |
|  | 4                                 | Cộng hòa Séc                       | Úc                   | 2                               | 1        |                    |                                   |                    |   |   |                       |                                           |                       |   |  |                          |                          |                          |
|  | 4                                 | Cộng hòa Séc                       | Brisbane, Úc (cứng)  |                                 | 1        |                    |                                   |                    |   |   |                       |                                           |                       |   |  |                          |                          |                          |
|  |                                   | Úc                                 | 4                    |                                 |          |                    |                                   |                    |   |   |                       |                                           |                       |   |  |                          |                          |                          |
|  |                                   | Úc                                 | 4                    |                                 | Úc       | 3                  |                                   |                    |   |   |                       |                                           |                       |   |  |                          |                          |                          |
|  | Birmingham, Mỹ (cứng, trong nhà)  |                                    |                      |                                 | Úc       | 3                  |                                   |                    |   |   |                       |                                           |                       |   |  |                          |                          |                          |
|  |                                   |                                    | Hoa Kỳ               | 1                               |          |                    |                                   |                    |   |   |                       |                                           |                       |   |  |                          |                          |                          |
|  | 5                                 | Thụy Sĩ                            | Hoa Kỳ               | 1                               | 0        |                    |                                   |                    |   |   |                       |                                           |                       |   |  |                          |                          |                          |
|  | 5                                 | Thụy Sĩ                            |                      |                                 | 0        |                    |                                   |                    |   |   |                       | Villeneuve-d'Ascq, Pháp (cứng, trong nhà) |                       |   |  |                          |                          |                          |
|  |                                   | Hoa Kỳ                             | 5                    |                                 |          |                    |                                   |                    |   |   |                       |                                           |                       |   |  |                          |                          |                          |
|  |                                   |                                    |                      |                                 |          |                    |                                   |                    |   |   |                       | 7                                         | Bỉ                    | 2 |  |                          |                          |                          |
|  | Tokyo, Nhật Bản (cứng, trong nhà) |                                    |                      |                                 |          |                    |                                   |                    |   |   |                       | 7                                         | Bỉ                    | 2 |  |                          |                          |                          |
|  |                                   | 6                                  | Pháp                 | 3                               |          |                    |                                   |                    |   |   |                       |                                           |                       |   |  |                          |                          |                          |
|  |                                   | 6                                  | Pháp                 | 3                               | Nhật Bản | 1                  |                                   |                    |   |   |                       |                                           |                       |   |  |                          |                          |                          |
|  |                                   | Rouen, Pháp (đất nện, trong nhà)   |                      |                                 | Nhật Bản | 1                  |                                   |                    |   |   |                       |                                           |                       |   |  |                          |                          |                          |
|  | 6                                 | Pháp                               | 4                    |                                 |          |                    |                                   |                    |   |   |                       |                                           |                       |   |  |                          |                          |                          |
|  | 6                                 | Pháp                               | 4                    |                                 | 6        | Pháp               | 3                                 |                    |   |   |                       |                                           |                       |   |  |                          |                          |                          |
|  | Ottawa, Canada (cứng, trong nhà)  |                                    |                      |                                 | 6        | Pháp               | 3                                 |                    |   |   |                       |                                           |                       |   |  |                          |                          |                          |
|  |                                   | 3                                  | Anh Quốc             | 0                               |          |                    |                                   |                    |   |   |                       |                                           |                       |   |  |                          |                          |                          |
|  |                                   | 3                                  | Anh Quốc             | 0                               | Canada   | 2                  |                                   |                    |   |   |                       |                                           |                       |   |  |                          |                          |                          |
|  |                                   |                                    |                      |                                 | Canada   | 2                  | Villeneuve d'Ascq, Pháp (đất nện) |                    |   |   |                       |                                           |                       |   |  |                          |                          |                          |
|  | 3                                 | Anh Quốc                           | 3                    |                                 |          |                    |                                   |                    |   |   |                       |                                           |                       |   |  |                          |                          |                          |
|  | 3                                 | Anh Quốc                           | 3                    |                                 |          |                    |                                   |                    |   | 6 | Pháp                  | 3                                         |                       |   |  |                          |                          |                          |
|  | Niš, Serbia (cứng, trong nhà)     |                                    |                      |                                 |          |                    |                                   |                    |   | 6 | Pháp                  | 3                                         |                       |   |  |                          |                          |                          |
|  |                                   | 8                                  | Serbia               | 1                               |          |                    |                                   |                    |   |   |                       |                                           |                       |   |  |                          |                          |                          |
|  |                                   | 8                                  | Serbia               | 1                               | Nga      | 1                  |                                   |                    |   |   |                       |                                           |                       |   |  |                          |                          |                          |
|  |                                   | Belgrade, Serbia (cứng, trong nhà) |                      |                                 | Nga      | 1                  |                                   |                    |   |   |                       |                                           |                       |   |  |                          |                          |                          |
|  | 8                                 | Serbia                             | 4                    |                                 |          |                    |                                   |                    |   |   |                       |                                           |                       |   |  |                          |                          |                          |
|  | 8                                 | Serbia                             | 4                    |                                 | 8        | Serbia             | 3                                 |                    |   |   |                       |                                           |                       |   |  |                          |                          |                          |
|  | Osijek, Croatia (cứng, trong nhà) |                                    |                      |                                 | 8        | Serbia             | 3                                 |                    |   |   |                       |                                           |                       |   |  |                          |                          |                          |
|  |                                   |                                    | Tây Ban Nha          | 0                               |          |                    |                                   |                    |   |   |                       |                                           |                       |   |  |                          |                          |                          |
|  |                                   | Tây Ban Nha                        | Tây Ban Nha          | 0                               | 3        |                    |                                   |                    |   |   |                       |                                           |                       |   |  |                          |                          |                          |
|  |                                   | Tây Ban Nha                        |                      |                                 | 3        |                    |                                   |                    |   |   |                       |                                           |                       |   |  |                          |                          |                          |
|  | 2                                 | Croatia                            | 2                    |                                 |          |                    |                                   |                    |   |   |                       |                                           |                       |   |  |                          |                          |                          |

## Play-off Nhóm thế giới
Thời gian: 15–17 tháng 9
Tám đội thua ở vòng đầu tiên của nhóm thế giới và tám đội thắng ở chung kết Nhóm I các khu vực sẽ gặp nhau. Tám đội thắng trong các cặp đấu này sẽ giành quyền dự nhóm thế giới năm 2018.
| Nhóm thế giới (theo thứ hạng ITF) - Argentina - Croatia - Thụy Sĩ - Cộng hòa Séc - Canada - Nhật Bản - Đức - Nga | Các nhóm khu vực - Hungary - Belarus - Brasil - Colombia - Ấn Độ - Kazakhstan - Hà Lan - Bồ Đào Nha |

| Đội chủ nhà | Kết quả | Đội khách    | Địa điểm    | Sân vận động                    | Sân        | Mặt săn |
| ----------- | ------- | ------------ | ----------- | ------------------------------- | ---------- | ------- |
| Kazakhstan  | 1–1     | Argentina    | Astana      | Trung tâm Quần vợt Quốc gia     | Trong nhà  | Cứng    |
| Colombia    | 1–1     | Croatia      | Bogotá      | Plaza de Toros la Santamaría    | Ngoài trời | Đất nện |
| Thụy Sĩ     | 1–1     | Belarus      | Biel/Bienne | Swiss Tennis Arena              | Trong nhà  | Cứng    |
| Hà Lan      | 0–2     | Cộng hòa Séc | The Hague   | Sportcampus Zuiderpark          | Trong nhà  | Đất nện |
| Bồ Đào Nha  | 1–1     | Đức          | Lisbon      | Clube de Ténis do Jamor         | Ngoài trời | Đất nện |
| Nhật Bản    | 2–0     | Brasil       | Osaka       | Trung tâm Quần vợt Utsubo       | Ngoài trời | Cứng    |
| Hungary     | 1–1     | Nga          | Budapest    | Margaret Island Athletic Centre | Ngoài trời | Đất nện |
| Canada      | 0–1     | Ấn Độ        | Edmonton    | Northlands Coliseum             | Trong nhà  | Cứng    |

- Sẽ tiếp tục trong Nhóm Thế giới trong năm 2018.
- Được thăng hạng vào Nhóm Thế giới trong năm 2018.
- Sẽ tiếp tục trong Nhóm I trong năm 2018.
- Được xuống hạng vào Nhóm I trong năm  2018.

## Khu vực châu Mỹ

### Nhóm I
| Hạt giống: Các đội hạt giống vào thẳng vòng hai. 1. Brasil 2. Colombia | Các đội còn lại: \| - Chile - Cộng hòa Dominica \| - Ecuador - Perú \| |
| - Chile - Cộng hòa Dominica                                            | - Ecuador - Perú                                                       |

#### Kết quả
|                                     | Vòng play-off 2 20–22 tháng 10 hoặc 27–29 tháng 10 | Vòng play-off 2 20–22 tháng 10 hoặc 27–29 tháng 10 | Vòng play-off 2 20–22 tháng 10 hoặc 27–29 tháng 10 |                                           |  | Vòng play-off 1 15–17 tháng 9 | Vòng play-off 1 15–17 tháng 9 | Vòng play-off 1 15–17 tháng 9 |  |                                                | Vòng 1 3–5 tháng 2                             | Vòng 1 3–5 tháng 2                             | Vòng 1 3–5 tháng 2                             |                                                |                                                                 | Vòng 2 7–9 tháng 4                                              | Vòng 2 7–9 tháng 4                                              | Vòng 2 7–9 tháng 4                                              |                                                                 |                              |
|                                     |                                                    |                                                    |                                                    |                                           |  |                               |                               |                               |  |                                                |                                                |                                                |                                                |                                                |                                                                 |                                                                 |                                                                 |                                                                 |                                                                 |                              |
|                                     |                                                    |                                                    |                                                    |                                           |  |                               |                               |                               |  |                                                |                                                |                                                |                                                |                                                |                                                                 |                                                                 |                                                                 |                                                                 |                                                                 |                              |
|                                     |                                                    |                                                    |                                                    |                                           |  |                               |                               |                               |  |                                                | 1                                              | Brasil                                         |                                                |                                                |                                                                 |                                                                 |                                                                 |                                                                 |                                                                 |                              |
|                                     |                                                    |                                                    |                                                    |                                           |  |                               |                               |                               |  |                                                |                                                | bye                                            |                                                |                                                |                                                                 | Ambato, Ecuador (đất nện)                                       | Ambato, Ecuador (đất nện)                                       | Ambato, Ecuador (đất nện)                                       | Ambato, Ecuador (đất nện)                                       | Ambato, Ecuador (đất nện)    |
|                                     |                                                    |                                                    |                                                    |                                           |  |                               | bye                           |                               |  |                                                |                                                |                                                |                                                |                                                | 1                                                               | Brasil                                                          | 5                                                               |                                                                 |                                                                 |                              |
|                                     |                                                    |                                                    |                                                    |                                           |  |                               | Perú                          |                               |  | Guayaquil, Ecuador (đất nện)                   | Guayaquil, Ecuador (đất nện)                   | Guayaquil, Ecuador (đất nện)                   | Guayaquil, Ecuador (đất nện)                   |                                                |                                                                 | Ecuador                                                         | 0                                                               |                                                                 |                                                                 |                              |
|                                     |                                                    |                                                    |                                                    |                                           |  |                               |                               |                               |  |                                                | Perú                                           | 0                                              |                                                |                                                |                                                                 |                                                                 |                                                                 |                                                                 |                                                                 |                              |
|                                     | Santo Domingo, Cộng hòa Dominicana (cứng)          | Santo Domingo, Cộng hòa Dominicana (cứng)          | Santo Domingo, Cộng hòa Dominicana (cứng)          | Santo Domingo, Cộng hòa Dominicana (cứng) |  |                               |                               |                               |  |                                                | Ecuador                                        | 5                                              |                                                |                                                |                                                                 |                                                                 |                                                                 |                                                                 |                                                                 |                              |
|                                     |                                                    | Perú                                               | 1                                                  |                                           |  |                               |                               |                               |  |                                                |                                                |                                                |                                                |                                                |                                                                 |                                                                 |                                                                 |                                                                 |                                                                 |                              |
|                                     |                                                    | Cộng hòa Dominica                                  | 4                                                  |                                           |  |                               |                               |                               |  | Santo Domingo Este, Cộng hòa Dominicana (cứng) | Santo Domingo Este, Cộng hòa Dominicana (cứng) | Santo Domingo Este, Cộng hòa Dominicana (cứng) | Santo Domingo Este, Cộng hòa Dominicana (cứng) | Santo Domingo Este, Cộng hòa Dominicana (cứng) |                                                                 |                                                                 |                                                                 |                                                                 |                                                                 |                              |
|                                     |                                                    |                                                    |                                                    |                                           |  |                               |                               |                               |  |                                                |                                                | Cộng hòa Dominica                              | 0                                              |                                                |                                                                 |                                                                 |                                                                 |                                                                 |                                                                 |                              |
|                                     |                                                    |                                                    |                                                    |                                           |  |                               |                               |                               |  |                                                |                                                | Chile                                          | 5                                              |                                                |                                                                 | Medellín, Colombia (đất nện)                                    | Medellín, Colombia (đất nện)                                    | Medellín, Colombia (đất nện)                                    | Medellín, Colombia (đất nện)                                    | Medellín, Colombia (đất nện) |
|                                     |                                                    |                                                    |                                                    |                                           |  | Cộng hòa Dominica             |                               |                               |  |                                                |                                                |                                                |                                                |                                                | Chile                                                           | 1                                                               |                                                                 |                                                                 |                                                                 |                              |
|                                     |                                                    |                                                    |                                                    |                                           |  |                               | bye                           |                               |  |                                                |                                                |                                                |                                                |                                                | 2                                                               | Colombia                                                        | 3                                                               |                                                                 |                                                                 |                              |
|                                     |                                                    |                                                    |                                                    |                                           |  |                               |                               |                               |  |                                                | bye                                            |                                                |                                                |                                                |                                                                 |                                                                 |                                                                 |                                                                 |                                                                 |                              |
|                                     |                                                    |                                                    |                                                    |                                           |  |                               |                               |                               |  |                                                | 2                                              | Colombia                                       |                                                |                                                |                                                                 |                                                                 |                                                                 |                                                                 |                                                                 |                              |
| Perú xuống chơi · nhóm II năm 2018. | Perú xuống chơi · nhóm II năm 2018.                | Perú xuống chơi · nhóm II năm 2018.                | Perú xuống chơi · nhóm II năm 2018.                | Perú xuống chơi · nhóm II năm 2018.       |  |                               |                               |                               |  |                                                |                                                |                                                |                                                |                                                | Brasil và Colombia · lọt vào vòng thăng hạng của nhóm thế giới. | Brasil và Colombia · lọt vào vòng thăng hạng của nhóm thế giới. | Brasil và Colombia · lọt vào vòng thăng hạng của nhóm thế giới. | Brasil và Colombia · lọt vào vòng thăng hạng của nhóm thế giới. | Brasil và Colombia · lọt vào vòng thăng hạng của nhóm thế giới. |                              |

### Nhóm II
| Hạt giống: 1. Barbados 2. Venezuela 3. México 4. El Salvador | Các đội còn lại: - Bahamas - Bolivia - Guatemala - Paraguay |

#### Kết quả
|                                                     | Play-off 7–9 tháng 4                                | Play-off 7–9 tháng 4                                | Play-off 7–9 tháng 4                                |                                                     |                                       | Vòng 1 3–5 tháng 2                    | Vòng 1 3–5 tháng 2                    | Vòng 1 3–5 tháng 2                    |                                  |                                  | Vòng 2 7–9 tháng 4             | Vòng 2 7–9 tháng 4             | Vòng 2 7–9 tháng 4             |                                |                                      | Vòng 3 15–17 tháng 9                 | Vòng 3 15–17 tháng 9                 | Vòng 3 15–17 tháng 9                 |                                      |                         |
|                                                     |                                                     |                                                     |                                                     |                                                     |                                       |                                       |                                       |                                       |                                  |                                  |                                |                                |                                |                                |                                      |                                      |                                      |                                      |                                      |                         |
|                                                     |                                                     |                                                     |                                                     |                                                     |                                       | Asunción, Paraguay (đất nện)          |                                       |                                       |                                  |                                  |                                |                                |                                |                                |                                      |                                      |                                      |                                      |                                      |                         |
|                                                     |                                                     |                                                     |                                                     |                                                     |                                       | 1                                     | Barbados                              | 3                                     |                                  |                                  |                                |                                |                                |                                |                                      |                                      |                                      |                                      |                                      |                         |
|                                                     | Zapopan, México (cứng)                              | Zapopan, México (cứng)                              | Zapopan, México (cứng)                              | Zapopan, México (cứng)                              |                                       |                                       | Paraguay                              | 2                                     |                                  |                                  | Saint Michael, Barbados (cứng) | Saint Michael, Barbados (cứng) | Saint Michael, Barbados (cứng) | Saint Michael, Barbados (cứng) | Saint Michael, Barbados (cứng)       |                                      |                                      |                                      |                                      |                         |
|                                                     |                                                     | Paraguay                                            | 0                                                   |                                                     |                                       |                                       |                                       |                                       |                                  | 1                                | Barbados                       | 3                              |                                |                                |                                      |                                      |                                      |                                      |                                      |                         |
|                                                     | 3                                                   | México                                              | 5                                                   |                                                     | Thành phố Guatemala, Guatemala (cứng) | Thành phố Guatemala, Guatemala (cứng) | Thành phố Guatemala, Guatemala (cứng) | Thành phố Guatemala, Guatemala (cứng) |                                  |                                  | Guatemala                      | 2                              |                                |                                |                                      |                                      |                                      |                                      |                                      |                         |
|                                                     |                                                     |                                                     |                                                     |                                                     | 3                                     | México                                | 1                                     |                                       |                                  |                                  |                                |                                |                                |                                |                                      |                                      |                                      |                                      |                                      |                         |
|                                                     |                                                     |                                                     |                                                     |                                                     |                                       |                                       | Guatemala                             | 3                                     |                                  |                                  |                                |                                |                                |                                |                                      | Wildey, Barbados (cứng)              | Wildey, Barbados (cứng)              | Wildey, Barbados (cứng)              | Wildey, Barbados (cứng)              | Wildey, Barbados (cứng) |
|                                                     |                                                     |                                                     |                                                     |                                                     |                                       |                                       |                                       |                                       |                                  |                                  |                                |                                |                                |                                |                                      | 1                                    | Barbados                             | 3                                    |                                      |                         |
|                                                     |                                                     |                                                     |                                                     |                                                     |                                       | San Salvador, El Salvador (cứng)      | San Salvador, El Salvador (cứng)      | San Salvador, El Salvador (cứng)      | San Salvador, El Salvador (cứng) | San Salvador, El Salvador (cứng) |                                |                                |                                |                                |                                      | 2                                    | Venezuela                            | 2                                    |                                      |                         |
|                                                     |                                                     |                                                     |                                                     |                                                     |                                       |                                       | Bolivia                               | 2                                     |                                  |                                  |                                |                                |                                |                                |                                      |                                      |                                      |                                      |                                      |                         |
|                                                     | Santa Cruz, Bolivia (đất nện)                       | Santa Cruz, Bolivia (đất nện)                       | Santa Cruz, Bolivia (đất nện)                       | Santa Cruz, Bolivia (đất nện)                       |                                       | 4                                     | El Salvador                           | 3                                     |                                  |                                  | Doral, Hoa Kỳ (cứng)           | Doral, Hoa Kỳ (cứng)           | Doral, Hoa Kỳ (cứng)           | Doral, Hoa Kỳ (cứng)           | Doral, Hoa Kỳ (cứng)                 |                                      |                                      |                                      |                                      |                         |
|                                                     |                                                     | Bolivia                                             | 4                                                   |                                                     |                                       |                                       |                                       |                                       |                                  | 4                                | El Salvador                    | 2                              |                                |                                |                                      |                                      |                                      |                                      |                                      |                         |
|                                                     |                                                     | Bahamas                                             | 1                                                   |                                                     | Doral, Hoa Kỳ (cứng)                  | Doral, Hoa Kỳ (cứng)                  | Doral, Hoa Kỳ (cứng)                  | Doral, Hoa Kỳ (cứng)                  |                                  | 2                                | Venezuela                      | 3                              |                                |                                |                                      |                                      |                                      |                                      |                                      |                         |
|                                                     |                                                     |                                                     |                                                     |                                                     |                                       | Bahamas                               | 0                                     |                                       |                                  |                                  |                                |                                |                                |                                |                                      |                                      |                                      |                                      |                                      |                         |
|                                                     |                                                     |                                                     |                                                     |                                                     |                                       | 2                                     | Venezuela                             | 5                                     |                                  |                                  |                                |                                |                                |                                |                                      |                                      |                                      |                                      |                                      |                         |
| Paraguay và Bahamas · xuống chơi nhóm III năm 2018. | Paraguay và Bahamas · xuống chơi nhóm III năm 2018. | Paraguay và Bahamas · xuống chơi nhóm III năm 2018. | Paraguay và Bahamas · xuống chơi nhóm III năm 2018. | Paraguay và Bahamas · xuống chơi nhóm III năm 2018. |                                       |                                       |                                       |                                       |                                  |                                  |                                |                                |                                |                                | Barbados lên chơi · nhóm I năm 2018. | Barbados lên chơi · nhóm I năm 2018. | Barbados lên chơi · nhóm I năm 2018. | Barbados lên chơi · nhóm I năm 2018. | Barbados lên chơi · nhóm I năm 2018. |                         |

### Nhóm III
Thời gian: 12–17 tháng 6
Địa điểm: Carrasco Lawn Tennis Club, Montevideo, Uruguay (đất nện)
Các đội đã xác nhận tham dự:
- Antigua và Barbuda
- Bermuda
- Costa Rica
- Cuba
- Honduras
- Jamaica
- Panama
- Puerto Rico
- Uruguay

Các đội có thể tham dự:
- Aruba
- Đông Caribe
- Haiti
- Saint Lucia
- Trinidad và Tobago
- Quần đảo Virgin thuộc Mỹ

Thể thức: thi đấu vòng tròn. Nếu có 8 đội sẽ chia làm hai nhóm 4 đội. Nếu số đội khác 8 thì ban tổ chức sẽ quyết định số nhóm và số đội ở mỗi nhóm. Đội nhất ở mỗi nhóm sẽ đấu với đội nhì (hoặc nhất) ở nhóm khác để cuối cùng chọn ra hai đội thăng lên nhóm II năm sau.

## Khu vực châu Á/châu Đại Dương

### Nhóm I
| Hạt giống: Hạt giống số một được vào thẳng vòng hai. 1. Kazakhstan 2. Ấn Độ | Các quốc gia còn lại: \| - Trung Quốc - Đài Bắc Trung Hoa - New Zealand \| - Hàn Quốc - Uzbekistan \| |
| - Trung Quốc - Đài Bắc Trung Hoa - New Zealand                              | - Hàn Quốc - Uzbekistan                                                                               |

#### Kết quả
|                                                  | Vòng play-off 2 20–22 tháng 10 hoặc 27–29 tháng 10 | Vòng play-off 2 20–22 tháng 10 hoặc 27–29 tháng 10 | Vòng play-off 2 20–22 tháng 10 hoặc 27–29 tháng 10 |                                                  |  | Vòng play-off 1 7–9 tháng 4 / 15–17 tháng 9 | Vòng play-off 1 7–9 tháng 4 / 15–17 tháng 9 | Vòng play-off 1 7–9 tháng 4 / 15–17 tháng 9 |                              |                                      | Vòng 1 3–5 tháng 2 / 17–19 tháng 2   | Vòng 1 3–5 tháng 2 / 17–19 tháng 2   | Vòng 1 3–5 tháng 2 / 17–19 tháng 2   |                                      |                                                                  | Vòng 2 7–9 tháng 4                                               | Vòng 2 7–9 tháng 4                                               | Vòng 2 7–9 tháng 4                                               |                                                                  |                                         |
|                                                  |                                                    |                                                    |                                                    |                                                  |  |                                             |                                             |                                             |                              |                                      |                                      |                                      |                                      |                                      |                                                                  |                                                                  |                                                                  |                                                                  |                                                                  |                                         |
|                                                  |                                                    |                                                    |                                                    |                                                  |  |                                             |                                             |                                             |                              |                                      |                                      |                                      |                                      |                                      |                                                                  |                                                                  |                                                                  |                                                                  |                                                                  |                                         |
|                                                  |                                                    |                                                    |                                                    |                                                  |  |                                             |                                             |                                             |                              |                                      | 1                                    | Kazakhstan                           |                                      |                                      |                                                                  |                                                                  |                                                                  |                                                                  |                                                                  |                                         |
|                                                  |                                                    |                                                    |                                                    |                                                  |  |                                             |                                             |                                             |                              |                                      |                                      | bye                                  |                                      |                                      |                                                                  | Astana, Kazakhstan (Đất nện, trong nhà)                          | Astana, Kazakhstan (Đất nện, trong nhà)                          | Astana, Kazakhstan (Đất nện, trong nhà)                          | Astana, Kazakhstan (Đất nện, trong nhà)                          | Astana, Kazakhstan (Đất nện, trong nhà) |
|                                                  |                                                    |                                                    |                                                    |                                                  |  |                                             | bye                                         |                                             |                              |                                      |                                      |                                      |                                      |                                      | 1                                                                | Kazakhstan                                                       | 4                                                                |                                                                  |                                                                  |                                         |
|                                                  |                                                    |                                                    |                                                    |                                                  |  |                                             | Đài Bắc Trung Hoa                           |                                             |                              | Cao Hùng, Đài Loan (cứng)            | Cao Hùng, Đài Loan (cứng)            | Cao Hùng, Đài Loan (cứng)            | Cao Hùng, Đài Loan (cứng)            |                                      |                                                                  | Trung Quốc                                                       | 1                                                                |                                                                  |                                                                  |                                         |
|                                                  |                                                    |                                                    |                                                    |                                                  |  |                                             |                                             |                                             |                              |                                      | Đài Bắc Trung Hoa                    | 0                                    |                                      |                                      |                                                                  |                                                                  |                                                                  |                                                                  |                                                                  |                                         |
|                                                  | Yanggu, Hàn Quốc (cứng)                            | Yanggu, Hàn Quốc (cứng)                            | Yanggu, Hàn Quốc (cứng)                            | Yanggu, Hàn Quốc (cứng)                          |  |                                             |                                             |                                             |                              |                                      | Trung Quốc                           | 5                                    |                                      |                                      |                                                                  |                                                                  |                                                                  |                                                                  |                                                                  |                                         |
|                                                  |                                                    | Đài Bắc Trung Hoa                                  | 2                                                  |                                                  |  |                                             |                                             |                                             |                              |                                      |                                      |                                      |                                      |                                      |                                                                  |                                                                  |                                                                  |                                                                  |                                                                  |                                         |
|                                                  |                                                    | Hàn Quốc                                           | 3                                                  |                                                  |  |                                             |                                             |                                             |                              | Gimcheon, Hàn Quốc (cứng, trong nhà) | Gimcheon, Hàn Quốc (cứng, trong nhà) | Gimcheon, Hàn Quốc (cứng, trong nhà) | Gimcheon, Hàn Quốc (cứng, trong nhà) | Gimcheon, Hàn Quốc (cứng, trong nhà) |                                                                  |                                                                  |                                                                  |                                                                  |                                                                  |                                         |
|                                                  |                                                    |                                                    |                                                    |                                                  |  |                                             |                                             |                                             |                              |                                      |                                      | Uzbekistan                           | 3                                    |                                      |                                                                  |                                                                  |                                                                  |                                                                  |                                                                  |                                         |
|                                                  |                                                    |                                                    |                                                    |                                                  |  | Auckland, New Zealand (cứng)                | Auckland, New Zealand (cứng)                | Auckland, New Zealand (cứng)                | Auckland, New Zealand (cứng) |                                      |                                      | Hàn Quốc                             | 1                                    |                                      |                                                                  | Bangalore, Ấn Độ (cứng)                                          | Bangalore, Ấn Độ (cứng)                                          | Bangalore, Ấn Độ (cứng)                                          | Bangalore, Ấn Độ (cứng)                                          | Bangalore, Ấn Độ (cứng)                 |
|                                                  |                                                    |                                                    |                                                    |                                                  |  | Hàn Quốc                                    | 2                                           |                                             |                              |                                      |                                      |                                      |                                      |                                      | Uzbekistan                                                       | 1                                                                |                                                                  |                                                                  |                                                                  |                                         |
|                                                  |                                                    |                                                    |                                                    |                                                  |  |                                             | New Zealand                                 | 3                                           |                              | Pune, Ấn Độ (cứng)                   | Pune, Ấn Độ (cứng)                   | Pune, Ấn Độ (cứng)                   | Pune, Ấn Độ (cứng)                   |                                      | 2                                                                | Ấn Độ                                                            | 4                                                                |                                                                  |                                                                  |                                         |
|                                                  |                                                    |                                                    |                                                    |                                                  |  |                                             |                                             |                                             |                              |                                      | New Zealand                          | 1                                    |                                      |                                      |                                                                  |                                                                  |                                                                  |                                                                  |                                                                  |                                         |
|                                                  |                                                    |                                                    |                                                    |                                                  |  |                                             |                                             |                                             |                              |                                      | 2                                    | Ấn Độ                                | 4                                    |                                      |                                                                  |                                                                  |                                                                  |                                                                  |                                                                  |                                         |
| Đài Bắc Trung Hoa xuống chơi · nhóm II năm 2018. | Đài Bắc Trung Hoa xuống chơi · nhóm II năm 2018.   | Đài Bắc Trung Hoa xuống chơi · nhóm II năm 2018.   | Đài Bắc Trung Hoa xuống chơi · nhóm II năm 2018.   | Đài Bắc Trung Hoa xuống chơi · nhóm II năm 2018. |  |                                             |                                             |                                             |                              |                                      |                                      |                                      |                                      |                                      | Kazakhstan và Ấn Độ · lọt vào vòng thăng hạng của nhóm thế giới. | Kazakhstan và Ấn Độ · lọt vào vòng thăng hạng của nhóm thế giới. | Kazakhstan và Ấn Độ · lọt vào vòng thăng hạng của nhóm thế giới. | Kazakhstan và Ấn Độ · lọt vào vòng thăng hạng của nhóm thế giới. | Kazakhstan và Ấn Độ · lọt vào vòng thăng hạng của nhóm thế giới. |                                         |

### Nhóm II
| Hạt giống: 1. Pakistan 2. Thái Lan 3. Philippines 4. Việt Nam | Các quốc gia khác: - Hồng Kông - Indonesia - Iran - Kuwait |

#### Kết quả
|                                                    | Play-off 7–9 tháng 4                               | Play-off 7–9 tháng 4                               | Play-off 7–9 tháng 4                               |                                                    |                                        | Vòng 1 3–5 tháng 2                       | Vòng 1 3–5 tháng 2                       | Vòng 1 3–5 tháng 2                       |                                          |                                          | Vòng 2 7–9 tháng 4          | Vòng 2 7–9 tháng 4          | Vòng 2 7–9 tháng 4          |                             |                                      | Vòng 3 15–17 tháng 9                 | Vòng 3 15–17 tháng 9                 | Vòng 3 15–17 tháng 9                 |                                      |                          |
|                                                    |                                                    |                                                    |                                                    |                                                    |                                        |                                          |                                          |                                          |                                          |                                          |                             |                             |                             |                             |                                      |                                      |                                      |                                      |                                      |                          |
|                                                    |                                                    |                                                    |                                                    |                                                    |                                        | Islamabad, Pakistan (cứng)               |                                          |                                          |                                          |                                          |                             |                             |                             |                             |                                      |                                      |                                      |                                      |                                      |                          |
|                                                    |                                                    |                                                    |                                                    |                                                    |                                        | 1                                        | Pakistan                                 | 3                                        |                                          |                                          |                             |                             |                             |                             |                                      |                                      |                                      |                                      |                                      |                          |
|                                                    | Isfahan, Iran (đất nện)                            | Isfahan, Iran (đất nện)                            | Isfahan, Iran (đất nện)                            | Isfahan, Iran (đất nện)                            |                                        |                                          | Iran                                     | 2                                        |                                          |                                          | Islamabad, Pakistan (cỏ)    | Islamabad, Pakistan (cỏ)    | Islamabad, Pakistan (cỏ)    | Islamabad, Pakistan (cỏ)    | Islamabad, Pakistan (cỏ)             |                                      |                                      |                                      |                                      |                          |
|                                                    |                                                    | Iran                                               | 3                                                  |                                                    |                                        |                                          |                                          |                                          |                                          | 1                                        | Pakistan                    | w/o                         |                             |                             |                                      |                                      |                                      |                                      |                                      |                          |
|                                                    | 4                                                  | Việt Nam                                           | 0                                                  |                                                    | Thành phố Hồ Chí Minh, Việt Nam (cứng) | Thành phố Hồ Chí Minh, Việt Nam (cứng)   | Thành phố Hồ Chí Minh, Việt Nam (cứng)   | Thành phố Hồ Chí Minh, Việt Nam (cứng)   |                                          |                                          | Hồng Kông                   |                             |                             |                             |                                      |                                      |                                      |                                      |                                      |                          |
|                                                    |                                                    |                                                    |                                                    |                                                    | 4                                      | Việt Nam                                 | 2                                        |                                          |                                          |                                          |                             |                             |                             |                             |                                      |                                      |                                      |                                      |                                      |                          |
|                                                    |                                                    |                                                    |                                                    |                                                    |                                        |                                          | Hồng Kông                                | 3                                        |                                          |                                          |                             |                             |                             |                             |                                      | Islamabad, Pakistan (cỏ)             | Islamabad, Pakistan (cỏ)             | Islamabad, Pakistan (cỏ)             | Islamabad, Pakistan (cỏ)             | Islamabad, Pakistan (cỏ) |
|                                                    |                                                    |                                                    |                                                    |                                                    |                                        |                                          |                                          |                                          |                                          |                                          |                             |                             |                             |                             |                                      | 1                                    | Pakistan                             | 3                                    |                                      |                          |
|                                                    |                                                    |                                                    |                                                    |                                                    |                                        | Manila, Philippines (đất nện, trong nhà) | Manila, Philippines (đất nện, trong nhà) | Manila, Philippines (đất nện, trong nhà) | Manila, Philippines (đất nện, trong nhà) | Manila, Philippines (đất nện, trong nhà) |                             |                             |                             |                             |                                      | 2                                    | Thái Lan                             | 2                                    |                                      |                          |
|                                                    |                                                    |                                                    |                                                    |                                                    |                                        |                                          | Indonesia                                | 1                                        |                                          |                                          |                             |                             |                             |                             |                                      |                                      |                                      |                                      |                                      |                          |
|                                                    | Indonesia                                          | Indonesia                                          | Indonesia                                          | Indonesia                                          |                                        | 3                                        | Philippines                              | 4                                        |                                          |                                          | Nonthaburi, Thái Lan (cứng) | Nonthaburi, Thái Lan (cứng) | Nonthaburi, Thái Lan (cứng) | Nonthaburi, Thái Lan (cứng) | Nonthaburi, Thái Lan (cứng)          |                                      |                                      |                                      |                                      |                          |
|                                                    |                                                    | Indonesia                                          | 4                                                  |                                                    |                                        |                                          |                                          |                                          |                                          | 3                                        | Philippines                 | 0                           |                             |                             |                                      |                                      |                                      |                                      |                                      |                          |
|                                                    |                                                    | Kuwait                                             | 1                                                  |                                                    | Mishref, Kuwait (cứng)                 | Mishref, Kuwait (cứng)                   | Mishref, Kuwait (cứng)                   | Mishref, Kuwait (cứng)                   |                                          | 2                                        | Thái Lan                    | 5                           |                             |                             |                                      |                                      |                                      |                                      |                                      |                          |
|                                                    |                                                    |                                                    |                                                    |                                                    |                                        | Kuwait                                   | 1                                        |                                          |                                          |                                          |                             |                             |                             |                             |                                      |                                      |                                      |                                      |                                      |                          |
|                                                    |                                                    |                                                    |                                                    |                                                    |                                        | 2                                        | Thái Lan                                 | 3                                        |                                          |                                          |                             |                             |                             |                             |                                      |                                      |                                      |                                      |                                      |                          |
| Việt Nam và Kuwait · xuống chơi nhóm III năm 2018. | Việt Nam và Kuwait · xuống chơi nhóm III năm 2018. | Việt Nam và Kuwait · xuống chơi nhóm III năm 2018. | Việt Nam và Kuwait · xuống chơi nhóm III năm 2018. | Việt Nam và Kuwait · xuống chơi nhóm III năm 2018. |                                        |                                          |                                          |                                          |                                          |                                          |                             |                             |                             |                             | Pakistan lên chơi · nhóm I năm 2018. | Pakistan lên chơi · nhóm I năm 2018. | Pakistan lên chơi · nhóm I năm 2018. | Pakistan lên chơi · nhóm I năm 2018. | Pakistan lên chơi · nhóm I năm 2018. |                          |

### Nhóm III
Thời gian: 17–22 tháng 7
Địa điểm: Hiệp hội quần vợt Sri Lanka, Colombo, Sri Lanka (đất nện)
Các đội đủ điều kiện:
- Jordan
- Liban
- Malaysia
- Châu Đại Dương Thái Bình Dương
- Qatar
- Sri Lanka
- Syria
- Turkmenistan
- Các Tiểu vương quốc Ả Rập Thống nhất

Thể thức: Vòng tròn.

### Nhóm IV
Thòi gian: 3–8 tháng 4
Địa điểm: Hiệp hội quần vợt Bahrain, Isa Town, Bahrain (cứng)
Thể thức: Vòng tròn. Nếu có tám đội tham dự thì chia thành hai bảng. Nếu không thì Ủy ban Davis Cup sẽ quyết định cách chia bảng. Đội đầu mỗi bảng gặp đội nhì (hoặc đội nhất) của các bảng khác để xác định các đội lên chơi tại nhóm II năm 2018.
Các đội xác nhận tham dự:
- Bahrain
- Bangladesh
- Campuchia
- Iraq
- Kyrgyzstan
- Mông Cổ
- Myanmar
- Oman
- Ả Rập Xê Út
- Singapore
- Tajikistan
- Yemen

Các đội đủ điều kiện:
- Brunei

## Khu vực châu Âu/châu Phi

### Nhóm I
| Hạt giống: Các đội hạt giống và Hungary vào thẳng vòng hai. 1. Slovakia 2. Ukraina 3. Hà Lan 4. Áo | Các đội khác: \| - Belarus - Bosna và Hercegovina - Hungary - Israel \| - Ba Lan - Bồ Đào Nha - România \| |
| - Belarus - Bosna và Hercegovina - Hungary - Israel                                                | - Ba Lan - Bồ Đào Nha - România                                                                            |

#### Kết quả
|                                                  | Play-off vòng 2 20–22 tháng 10 hoặc 27–29 tháng 10 | Play-off vòng 2 20–22 tháng 10 hoặc 27–29 tháng 10 | Play-off vòng 2 20–22 tháng 10 hoặc 27–29 tháng 10 |                                                  |                                                  | Play-off vòng 1 15–17 tháng 9                    | Play-off vòng 1 15–17 tháng 9                    | Play-off vòng 1 15–17 tháng 9                    |                                                  |                                                                                 | Vòng 1 3–5 tháng 2                                                              | Vòng 1 3–5 tháng 2                                                              | Vòng 1 3–5 tháng 2                                                              |                                                                                 |                                                                                 | Vòng 2 3–5 tháng 2 / 7–9 tháng 4                                                | Vòng 2 3–5 tháng 2 / 7–9 tháng 4                                                | Vòng 2 3–5 tháng 2 / 7–9 tháng 4                                                |                                                                                 |                                                |
|                                                  |                                                    |                                                    |                                                    |                                                  |                                                  |                                                  |                                                  |                                                  |                                                  |                                                                                 |                                                                                 |                                                                                 |                                                                                 |                                                                                 |                                                                                 |                                                                                 |                                                                                 |                                                                                 |                                                                                 |                                                |
|                                                  |                                                    |                                                    |                                                    |                                                  |                                                  |                                                  |                                                  |                                                  |                                                  |                                                                                 |                                                                                 |                                                                                 |                                                                                 |                                                                                 |                                                                                 |                                                                                 |                                                                                 |                                                                                 |                                                                                 |                                                |
|                                                  |                                                    |                                                    |                                                    |                                                  |                                                  |                                                  |                                                  |                                                  |                                                  |                                                                                 | 1                                                                               | Slovakia                                                                        |                                                                                 |                                                                                 |                                                                                 |                                                                                 |                                                                                 |                                                                                 |                                                                                 |                                                |
|                                                  |                                                    |                                                    |                                                    |                                                  |                                                  |                                                  |                                                  |                                                  |                                                  |                                                                                 |                                                                                 | bye                                                                             |                                                                                 |                                                                                 |                                                                                 | Bratislava, Slovakia (cứng, trong nhà)                                          | Bratislava, Slovakia (cứng, trong nhà)                                          | Bratislava, Slovakia (cứng, trong nhà)                                          | Bratislava, Slovakia (cứng, trong nhà)                                          | Bratislava, Slovakia (cứng, trong nhà)         |
|                                                  |                                                    |                                                    |                                                    |                                                  |                                                  | 1                                                | Slovakia                                         |                                                  |                                                  |                                                                                 |                                                                                 |                                                                                 |                                                                                 |                                                                                 | 1                                                                               | Slovakia                                                                        | 1                                                                               |                                                                                 |                                                                                 |                                                |
|                                                  |                                                    |                                                    |                                                    |                                                  |                                                  |                                                  | bye                                              |                                                  |                                                  |                                                                                 |                                                                                 |                                                                                 |                                                                                 |                                                                                 |                                                                                 | Hungary                                                                         | 3                                                                               |                                                                                 |                                                                                 |                                                |
|                                                  |                                                    |                                                    |                                                    |                                                  |                                                  |                                                  |                                                  |                                                  |                                                  |                                                                                 | Hungary                                                                         |                                                                                 |                                                                                 |                                                                                 |                                                                                 |                                                                                 |                                                                                 |                                                                                 |                                                                                 |                                                |
|                                                  | Bratislava, Slovakia (đất nện)                     | Bratislava, Slovakia (đất nện)                     | Bratislava, Slovakia (đất nện)                     | Bratislava, Slovakia (đất nện)                   |                                                  |                                                  |                                                  |                                                  |                                                  |                                                                                 | bye                                                                             |                                                                                 |                                                                                 |                                                                                 |                                                                                 |                                                                                 |                                                                                 |                                                                                 |                                                                                 |                                                |
|                                                  | 1                                                  | Slovakia                                           | 4                                                  |                                                  |                                                  |                                                  |                                                  |                                                  |                                                  |                                                                                 |                                                                                 |                                                                                 |                                                                                 |                                                                                 |                                                                                 |                                                                                 |                                                                                 |                                                                                 |                                                                                 |                                                |
|                                                  |                                                    | Ba Lan                                             | 1                                                  |                                                  |                                                  |                                                  |                                                  |                                                  |                                                  |                                                                                 |                                                                                 |                                                                                 |                                                                                 |                                                                                 |                                                                                 |                                                                                 |                                                                                 |                                                                                 |                                                                                 |                                                |
|                                                  |                                                    |                                                    |                                                    |                                                  |                                                  |                                                  |                                                  |                                                  |                                                  |                                                                                 | 3                                                                               | Hà Lan                                                                          |                                                                                 |                                                                                 |                                                                                 |                                                                                 |                                                                                 |                                                                                 |                                                                                 |                                                |
|                                                  |                                                    |                                                    |                                                    |                                                  |                                                  |                                                  |                                                  |                                                  |                                                  |                                                                                 |                                                                                 | bye                                                                             |                                                                                 |                                                                                 |                                                                                 | Zenica, Bosna và Hercegovina (cứng, trong nhà)                                  | Zenica, Bosna và Hercegovina (cứng, trong nhà)                                  | Zenica, Bosna và Hercegovina (cứng, trong nhà)                                  | Zenica, Bosna và Hercegovina (cứng, trong nhà)                                  | Zenica, Bosna và Hercegovina (cứng, trong nhà) |
|                                                  |                                                    |                                                    |                                                    |                                                  |                                                  | bye                                              |                                                  |                                                  |                                                  |                                                                                 |                                                                                 |                                                                                 |                                                                                 | 3                                                                               | Hà Lan                                                                          | 3                                                                               |                                                                                 |                                                                                 |                                                                                 |                                                |
|                                                  |                                                    |                                                    |                                                    |                                                  |                                                  |                                                  | Ba Lan                                           |                                                  |                                                  | Zenica, Bosna và Hercegovina (cứng, trong nhà)                                  | Zenica, Bosna và Hercegovina (cứng, trong nhà)                                  | Zenica, Bosna và Hercegovina (cứng, trong nhà)                                  | Zenica, Bosna và Hercegovina (cứng, trong nhà)                                  |                                                                                 |                                                                                 | Bosna và Hercegovina                                                            | 1                                                                               |                                                                                 |                                                                                 |                                                |
|                                                  |                                                    |                                                    |                                                    |                                                  |                                                  |                                                  |                                                  |                                                  |                                                  |                                                                                 | Ba Lan                                                                          | 0                                                                               |                                                                                 |                                                                                 |                                                                                 |                                                                                 |                                                                                 |                                                                                 |                                                                                 |                                                |
|                                                  |                                                    |                                                    |                                                    |                                                  |                                                  |                                                  |                                                  |                                                  |                                                  |                                                                                 |                                                                                 | Bosna và Hercegovina                                                            | 5                                                                               |                                                                                 |                                                                                 |                                                                                 |                                                                                 |                                                                                 |                                                                                 |                                                |
|                                                  |                                                    |                                                    |                                                    |                                                  |                                                  |                                                  |                                                  |                                                  |                                                  |                                                                                 | Minsk, Belarus (cứng, trong nhà)                                                |                                                                                 |                                                                                 |                                                                                 |                                                                                 |                                                                                 |                                                                                 |                                                                                 |                                                                                 |                                                |
|                                                  |                                                    |                                                    |                                                    |                                                  |                                                  |                                                  |                                                  |                                                  |                                                  |                                                                                 |                                                                                 | România                                                                         | 2                                                                               |                                                                                 |                                                                                 |                                                                                 |                                                                                 |                                                                                 |                                                                                 |                                                |
|                                                  |                                                    |                                                    |                                                    |                                                  |                                                  | Wels, Áo (đất nện)                               | Wels, Áo (đất nện)                               | Wels, Áo (đất nện)                               | Wels, Áo (đất nện)                               |                                                                                 |                                                                                 | Belarus                                                                         | 3                                                                               |                                                                                 |                                                                                 | Minsk, Belarus (cứng, trong nhà)                                                | Minsk, Belarus (cứng, trong nhà)                                                | Minsk, Belarus (cứng, trong nhà)                                                | Minsk, Belarus (cứng, trong nhà)                                                | Minsk, Belarus (cứng, trong nhà)               |
|                                                  |                                                    |                                                    |                                                    |                                                  |                                                  |                                                  | România                                          | 1                                                |                                                  |                                                                                 |                                                                                 |                                                                                 |                                                                                 |                                                                                 |                                                                                 | Belarus                                                                         | 3                                                                               |                                                                                 |                                                                                 |                                                |
|                                                  |                                                    |                                                    |                                                    |                                                  |                                                  | 4                                                | Áo                                               | 4                                                |                                                  |                                                                                 |                                                                                 |                                                                                 |                                                                                 |                                                                                 | 4                                                                               | Áo                                                                              | 1                                                                               |                                                                                 |                                                                                 |                                                |
|                                                  |                                                    |                                                    |                                                    |                                                  |                                                  |                                                  |                                                  |                                                  |                                                  |                                                                                 | bye                                                                             |                                                                                 |                                                                                 |                                                                                 |                                                                                 |                                                                                 |                                                                                 |                                                                                 |                                                                                 |                                                |
|                                                  | Ramat HaSharon, Israel (cứng)                      | Ramat HaSharon, Israel (cứng)                      | Ramat HaSharon, Israel (cứng)                      | Ramat HaSharon, Israel (cứng)                    |                                                  |                                                  |                                                  |                                                  |                                                  | 4                                                                               | Áo                                                                              |                                                                                 |                                                                                 |                                                                                 |                                                                                 |                                                                                 |                                                                                 |                                                                                 |                                                                                 |                                                |
|                                                  |                                                    | România                                            | 0                                                  |                                                  |                                                  |                                                  |                                                  |                                                  |                                                  |                                                                                 |                                                                                 |                                                                                 |                                                                                 |                                                                                 |                                                                                 |                                                                                 |                                                                                 |                                                                                 |                                                                                 |                                                |
|                                                  |                                                    | Israel                                             | 5                                                  |                                                  |                                                  |                                                  |                                                  |                                                  |                                                  | Lisboa, Bồ Đào Nha (đất nện, trong nhà)                                         | Lisboa, Bồ Đào Nha (đất nện, trong nhà)                                         | Lisboa, Bồ Đào Nha (đất nện, trong nhà)                                         | Lisboa, Bồ Đào Nha (đất nện, trong nhà)                                         | Lisboa, Bồ Đào Nha (đất nện, trong nhà)                                         |                                                                                 |                                                                                 |                                                                                 |                                                                                 |                                                                                 |                                                |
|                                                  |                                                    |                                                    |                                                    |                                                  |                                                  |                                                  |                                                  |                                                  |                                                  |                                                                                 |                                                                                 | Israel                                                                          | 0                                                                               |                                                                                 |                                                                                 |                                                                                 |                                                                                 |                                                                                 |                                                                                 |                                                |
|                                                  |                                                    |                                                    |                                                    |                                                  |                                                  | Ramat HaSharon, Israel (cứng)                    | Ramat HaSharon, Israel (cứng)                    | Ramat HaSharon, Israel (cứng)                    | Ramat HaSharon, Israel (cứng)                    |                                                                                 |                                                                                 | Bồ Đào Nha                                                                      | 5                                                                               |                                                                                 |                                                                                 | Lisboa, Bồ Đào Nha (đất nện, trong nhà)                                         | Lisboa, Bồ Đào Nha (đất nện, trong nhà)                                         | Lisboa, Bồ Đào Nha (đất nện, trong nhà)                                         | Lisboa, Bồ Đào Nha (đất nện, trong nhà)                                         | Lisboa, Bồ Đào Nha (đất nện, trong nhà)        |
|                                                  |                                                    |                                                    |                                                    |                                                  |                                                  | Israel                                           | 0                                                |                                                  |                                                  |                                                                                 |                                                                                 |                                                                                 |                                                                                 |                                                                                 | Bồ Đào Nha                                                                      | 4                                                                               |                                                                                 |                                                                                 |                                                                                 |                                                |
|                                                  |                                                    |                                                    |                                                    |                                                  |                                                  | 2                                                | Ukraina                                          | 5                                                |                                                  |                                                                                 |                                                                                 |                                                                                 |                                                                                 |                                                                                 | 2                                                                               | Ukraina                                                                         | 1                                                                               |                                                                                 |                                                                                 |                                                |
|                                                  |                                                    |                                                    |                                                    |                                                  |                                                  |                                                  |                                                  |                                                  |                                                  |                                                                                 | bye                                                                             |                                                                                 |                                                                                 |                                                                                 |                                                                                 |                                                                                 |                                                                                 |                                                                                 |                                                                                 |                                                |
|                                                  |                                                    |                                                    |                                                    |                                                  |                                                  |                                                  |                                                  |                                                  |                                                  |                                                                                 | 2                                                                               | Ukraina                                                                         |                                                                                 |                                                                                 |                                                                                 |                                                                                 |                                                                                 |                                                                                 |                                                                                 |                                                |
| Ba Lan và România · xuống chơi nhóm II năm 2018. | Ba Lan và România · xuống chơi nhóm II năm 2018.   | Ba Lan và România · xuống chơi nhóm II năm 2018.   | Ba Lan và România · xuống chơi nhóm II năm 2018.   | Ba Lan và România · xuống chơi nhóm II năm 2018. | Ba Lan và România · xuống chơi nhóm II năm 2018. | Ba Lan và România · xuống chơi nhóm II năm 2018. | Ba Lan và România · xuống chơi nhóm II năm 2018. | Ba Lan và România · xuống chơi nhóm II năm 2018. | Ba Lan và România · xuống chơi nhóm II năm 2018. | Hungary, Hà Lan, Belarus, và Bồ Đào Nha · tiến vào vòng play-off Nhóm thế giới. | Hungary, Hà Lan, Belarus, và Bồ Đào Nha · tiến vào vòng play-off Nhóm thế giới. | Hungary, Hà Lan, Belarus, và Bồ Đào Nha · tiến vào vòng play-off Nhóm thế giới. | Hungary, Hà Lan, Belarus, và Bồ Đào Nha · tiến vào vòng play-off Nhóm thế giới. | Hungary, Hà Lan, Belarus, và Bồ Đào Nha · tiến vào vòng play-off Nhóm thế giới. | Hungary, Hà Lan, Belarus, và Bồ Đào Nha · tiến vào vòng play-off Nhóm thế giới. | Hungary, Hà Lan, Belarus, và Bồ Đào Nha · tiến vào vòng play-off Nhóm thế giới. | Hungary, Hà Lan, Belarus, và Bồ Đào Nha · tiến vào vòng play-off Nhóm thế giới. | Hungary, Hà Lan, Belarus, và Bồ Đào Nha · tiến vào vòng play-off Nhóm thế giới. | Hungary, Hà Lan, Belarus, và Bồ Đào Nha · tiến vào vòng play-off Nhóm thế giới. |                                                |

### Nhóm II
| Hạt giống: 1. Thụy Điển 2. Slovenia 3. Litva 4. Đan Mạch 5. Phần Lan 6. Latvia 7. Thổ Nhĩ Kỳ 8. Nam Phi | Các đội khác: - Síp - Estonia - Gruzia - Madagascar - Monaco - Maroc - Na Uy - Tunisia |

#### Kết quả
|                                                                   | Play-off 7–9 tháng 4                                              | Play-off 7–9 tháng 4                                              | Play-off 7–9 tháng 4                                              |                                                                   |                                                                   | Vòng 1 3–5 tháng 2                                                | Vòng 1 3–5 tháng 2                                                | Vòng 1 3–5 tháng 2                                                |                                                                   |                                                  | Vòng 2 7–9 tháng 4                               | Vòng 2 7–9 tháng 4                               | Vòng 2 7–9 tháng 4                               |                                                  |                                                  | Vòng 3 15–17 tháng 9                             | Vòng 3 15–17 tháng 9                             | Vòng 3 15–17 tháng 9                             |                                                  |                                    |
|                                                                   |                                                                   |                                                                   |                                                                   |                                                                   |                                                                   |                                                                   |                                                                   |                                                                   |                                                                   |                                                  |                                                  |                                                  |                                                  |                                                  |                                                  |                                                  |                                                  |                                                  |                                                  |                                    |
|                                                                   |                                                                   |                                                                   |                                                                   |                                                                   |                                                                   | Tunis, Tunisia (cứng)                                             |                                                                   |                                                                   |                                                                   |                                                  |                                                  |                                                  |                                                  |                                                  |                                                  |                                                  |                                                  |                                                  |                                                  |                                    |
|                                                                   |                                                                   |                                                                   |                                                                   |                                                                   |                                                                   | 1                                                                 | Thụy Điển                                                         | 3                                                                 |                                                                   |                                                  |                                                  |                                                  |                                                  |                                                  |                                                  |                                                  |                                                  |                                                  |                                                  |                                    |
|                                                                   | Nicosia, Cộng hòa Síp (cứng)                                      | Nicosia, Cộng hòa Síp (cứng)                                      | Nicosia, Cộng hòa Síp (cứng)                                      | Nicosia, Cộng hòa Síp (cứng)                                      |                                                                   |                                                                   | Tunisia                                                           | 2                                                                 |                                                                   |                                                  | Antalya, Thổ Nhĩ Kỳ (đất nện)                    | Antalya, Thổ Nhĩ Kỳ (đất nện)                    | Antalya, Thổ Nhĩ Kỳ (đất nện)                    | Antalya, Thổ Nhĩ Kỳ (đất nện)                    | Antalya, Thổ Nhĩ Kỳ (đất nện)                    |                                                  |                                                  |                                                  |                                                  |                                    |
|                                                                   |                                                                   | Tunisia                                                           | 4                                                                 |                                                                   |                                                                   |                                                                   |                                                                   |                                                                   |                                                                   | 1                                                | Thụy Điển                                        | 4                                                |                                                  |                                                  |                                                  |                                                  |                                                  |                                                  |                                                  |                                    |
|                                                                   |                                                                   | Síp                                                               | 1                                                                 |                                                                   | Nicosia, Cộng hòa Síp (cứng)                                      | Nicosia, Cộng hòa Síp (cứng)                                      | Nicosia, Cộng hòa Síp (cứng)                                      | Nicosia, Cộng hòa Síp (cứng)                                      |                                                                   | 7                                                | Thổ Nhĩ Kỳ                                       | 1                                                |                                                  |                                                  |                                                  |                                                  |                                                  |                                                  |                                                  |                                    |
|                                                                   |                                                                   |                                                                   |                                                                   |                                                                   | 7                                                                 | Thổ Nhĩ Kỳ                                                        | 4                                                                 |                                                                   |                                                                   |                                                  |                                                  |                                                  |                                                  |                                                  |                                                  |                                                  |                                                  |                                                  |                                                  |                                    |
|                                                                   |                                                                   |                                                                   |                                                                   |                                                                   |                                                                   |                                                                   | Síp                                                               | 1                                                                 |                                                                   |                                                  |                                                  |                                                  |                                                  |                                                  |                                                  | Båstad, Thụy Điển (đất nện)                      | Båstad, Thụy Điển (đất nện)                      | Båstad, Thụy Điển (đất nện)                      | Båstad, Thụy Điển (đất nện)                      | Båstad, Thụy Điển (đất nện)        |
|                                                                   |                                                                   |                                                                   |                                                                   |                                                                   |                                                                   |                                                                   |                                                                   |                                                                   |                                                                   |                                                  |                                                  |                                                  |                                                  |                                                  |                                                  | 1                                                | Thụy Điển                                        | 5                                                |                                                  |                                    |
|                                                                   |                                                                   |                                                                   |                                                                   |                                                                   |                                                                   | Šiauliai, Litva (cứng, trong nhà)                                 | Šiauliai, Litva (cứng, trong nhà)                                 | Šiauliai, Litva (cứng, trong nhà)                                 | Šiauliai, Litva (cứng, trong nhà)                                 | Šiauliai, Litva (cứng, trong nhà)                |                                                  |                                                  |                                                  |                                                  |                                                  | 3                                                | Litva                                            | 0                                                |                                                  |                                    |
|                                                                   |                                                                   |                                                                   |                                                                   |                                                                   |                                                                   | 3                                                                 | Litva                                                             | 3                                                                 |                                                                   |                                                  |                                                  |                                                  |                                                  |                                                  |                                                  |                                                  |                                                  |                                                  |                                                  |                                    |
|                                                                   | Hanko, Phần Lan (cứng, trong nhà)                                 | Hanko, Phần Lan (cứng, trong nhà)                                 | Hanko, Phần Lan (cứng, trong nhà)                                 | Hanko, Phần Lan (cứng, trong nhà)                                 |                                                                   |                                                                   | Madagascar                                                        | 2                                                                 |                                                                   |                                                  | Tbilisi, Gruzia (cứng)                           | Tbilisi, Gruzia (cứng)                           | Tbilisi, Gruzia (cứng)                           | Tbilisi, Gruzia (cứng)                           | Tbilisi, Gruzia (cứng)                           |                                                  |                                                  |                                                  |                                                  |                                    |
|                                                                   |                                                                   | Madagascar                                                        | 2                                                                 |                                                                   |                                                                   |                                                                   |                                                                   |                                                                   |                                                                   | 3                                                | Litva                                            | 3                                                |                                                  |                                                  |                                                  |                                                  |                                                  |                                                  |                                                  |                                    |
|                                                                   | 5                                                                 | Phần Lan                                                          | 3                                                                 |                                                                   | Tbilisi, Gruzia (thảm, trong nhà)                                 | Tbilisi, Gruzia (thảm, trong nhà)                                 | Tbilisi, Gruzia (thảm, trong nhà)                                 | Tbilisi, Gruzia (thảm, trong nhà)                                 |                                                                   |                                                  | Gruzia                                           | 2                                                |                                                  |                                                  |                                                  |                                                  |                                                  |                                                  |                                                  |                                    |
|                                                                   |                                                                   |                                                                   |                                                                   |                                                                   | 5                                                                 | Phần Lan                                                          | 2                                                                 |                                                                   |                                                                   |                                                  |                                                  |                                                  |                                                  |                                                  |                                                  |                                                  |                                                  |                                                  |                                                  |                                    |
|                                                                   |                                                                   |                                                                   |                                                                   |                                                                   |                                                                   |                                                                   | Gruzia                                                            | 3                                                                 |                                                                   |                                                  |                                                  |                                                  |                                                  |                                                  |                                                  |                                                  |                                                  |                                                  |                                                  |                                    |
|                                                                   |                                                                   |                                                                   |                                                                   |                                                                   |                                                                   | Jelgava, Latvia (cứng, trong nhà)                                 |                                                                   |                                                                   |                                                                   |                                                  |                                                  |                                                  |                                                  |                                                  |                                                  |                                                  |                                                  |                                                  |                                                  |                                    |
|                                                                   |                                                                   |                                                                   |                                                                   |                                                                   |                                                                   |                                                                   | Na Uy                                                             | 5                                                                 |                                                                   |                                                  |                                                  |                                                  |                                                  |                                                  |                                                  |                                                  |                                                  |                                                  |                                                  |                                    |
|                                                                   | Marrakech, Maroc (đất nện)                                        | Marrakech, Maroc (đất nện)                                        | Marrakech, Maroc (đất nện)                                        | Marrakech, Maroc (đất nện)                                        |                                                                   | 6                                                                 | Latvia                                                            | 0                                                                 |                                                                   |                                                  | Stavanger, Na Uy (cứng, trong nhà)               | Stavanger, Na Uy (cứng, trong nhà)               | Stavanger, Na Uy (cứng, trong nhà)               | Stavanger, Na Uy (cứng, trong nhà)               | Stavanger, Na Uy (cứng, trong nhà)               |                                                  |                                                  |                                                  |                                                  |                                    |
|                                                                   | 6                                                                 | Latvia                                                            | 2                                                                 |                                                                   |                                                                   |                                                                   |                                                                   |                                                                   |                                                                   |                                                  | Na Uy                                            | 1                                                |                                                  |                                                  |                                                  |                                                  |                                                  |                                                  |                                                  |                                    |
|                                                                   |                                                                   | Maroc                                                             | 3                                                                 |                                                                   | Aarhus, Đan Mạch (thảm, trong nhà)                                | Aarhus, Đan Mạch (thảm, trong nhà)                                | Aarhus, Đan Mạch (thảm, trong nhà)                                | Aarhus, Đan Mạch (thảm, trong nhà)                                |                                                                   | 4                                                | Đan Mạch                                         | 4                                                |                                                  |                                                  |                                                  |                                                  |                                                  |                                                  |                                                  |                                    |
|                                                                   |                                                                   |                                                                   |                                                                   |                                                                   |                                                                   | Maroc                                                             | 1                                                                 |                                                                   |                                                                   |                                                  |                                                  |                                                  |                                                  |                                                  |                                                  |                                                  |                                                  |                                                  |                                                  |                                    |
|                                                                   |                                                                   |                                                                   |                                                                   |                                                                   |                                                                   | 4                                                                 | Đan Mạch                                                          | 4                                                                 |                                                                   |                                                  |                                                  |                                                  |                                                  |                                                  |                                                  | Aarhus, Đan Mạch (cứng, trong nhà)               | Aarhus, Đan Mạch (cứng, trong nhà)               | Aarhus, Đan Mạch (cứng, trong nhà)               | Aarhus, Đan Mạch (cứng, trong nhà)               | Aarhus, Đan Mạch (cứng, trong nhà) |
|                                                                   |                                                                   |                                                                   |                                                                   |                                                                   |                                                                   |                                                                   |                                                                   |                                                                   |                                                                   |                                                  |                                                  |                                                  |                                                  |                                                  |                                                  | 4                                                | Đan Mạch                                         | 1                                                |                                                  |                                    |
|                                                                   |                                                                   |                                                                   |                                                                   |                                                                   |                                                                   | Centurion, Cộng hòa Nam Phi (cứng)                                | Centurion, Cộng hòa Nam Phi (cứng)                                | Centurion, Cộng hòa Nam Phi (cứng)                                | Centurion, Cộng hòa Nam Phi (cứng)                                | Centurion, Cộng hòa Nam Phi (cứng)               |                                                  |                                                  |                                                  |                                                  |                                                  | 8                                                | Nam Phi                                          | 3                                                |                                                  |                                    |
|                                                                   |                                                                   |                                                                   |                                                                   |                                                                   |                                                                   |                                                                   | Estonia                                                           | 1                                                                 |                                                                   |                                                  |                                                  |                                                  |                                                  |                                                  |                                                  |                                                  |                                                  |                                                  |                                                  |                                    |
|                                                                   | Tallinn, Estonia (cứng, trong nhà)                                | Tallinn, Estonia (cứng, trong nhà)                                | Tallinn, Estonia (cứng, trong nhà)                                | Tallinn, Estonia (cứng, trong nhà)                                |                                                                   | 8                                                                 | Nam Phi                                                           | 4                                                                 |                                                                   |                                                  | Centurion, Cộng hòa Nam Phi (cứng)               | Centurion, Cộng hòa Nam Phi (cứng)               | Centurion, Cộng hòa Nam Phi (cứng)               | Centurion, Cộng hòa Nam Phi (cứng)               | Centurion, Cộng hòa Nam Phi (cứng)               |                                                  |                                                  |                                                  |                                                  |                                    |
|                                                                   |                                                                   | Estonia                                                           | 3                                                                 |                                                                   |                                                                   |                                                                   |                                                                   |                                                                   |                                                                   | 8                                                | Nam Phi                                          | 5                                                |                                                  |                                                  |                                                  |                                                  |                                                  |                                                  |                                                  |                                    |
|                                                                   |                                                                   | Monaco                                                            | 2                                                                 |                                                                   | Maribor, Slovenia (cứng, trong nhà)                               | Maribor, Slovenia (cứng, trong nhà)                               | Maribor, Slovenia (cứng, trong nhà)                               | Maribor, Slovenia (cứng, trong nhà)                               |                                                                   | 2                                                | Slovenia                                         | 0                                                |                                                  |                                                  |                                                  |                                                  |                                                  |                                                  |                                                  |                                    |
|                                                                   |                                                                   |                                                                   |                                                                   |                                                                   |                                                                   | Monaco                                                            | 2                                                                 |                                                                   |                                                                   |                                                  |                                                  |                                                  |                                                  |                                                  |                                                  |                                                  |                                                  |                                                  |                                                  |                                    |
|                                                                   |                                                                   |                                                                   |                                                                   |                                                                   |                                                                   | 2                                                                 | Slovenia                                                          | 3                                                                 |                                                                   |                                                  |                                                  |                                                  |                                                  |                                                  |                                                  |                                                  |                                                  |                                                  |                                                  |                                    |
| Síp, Madagascar, Latvia và Monaco · xuống chơi nhóm III năm 2018. | Síp, Madagascar, Latvia và Monaco · xuống chơi nhóm III năm 2018. | Síp, Madagascar, Latvia và Monaco · xuống chơi nhóm III năm 2018. | Síp, Madagascar, Latvia và Monaco · xuống chơi nhóm III năm 2018. | Síp, Madagascar, Latvia và Monaco · xuống chơi nhóm III năm 2018. | Síp, Madagascar, Latvia và Monaco · xuống chơi nhóm III năm 2018. | Síp, Madagascar, Latvia và Monaco · xuống chơi nhóm III năm 2018. | Síp, Madagascar, Latvia và Monaco · xuống chơi nhóm III năm 2018. | Síp, Madagascar, Latvia và Monaco · xuống chơi nhóm III năm 2018. | Síp, Madagascar, Latvia và Monaco · xuống chơi nhóm III năm 2018. | Thụy Điển và Nam Phi · lên chơi nhóm I năm 2018. | Thụy Điển và Nam Phi · lên chơi nhóm I năm 2018. | Thụy Điển và Nam Phi · lên chơi nhóm I năm 2018. | Thụy Điển và Nam Phi · lên chơi nhóm I năm 2018. | Thụy Điển và Nam Phi · lên chơi nhóm I năm 2018. | Thụy Điển và Nam Phi · lên chơi nhóm I năm 2018. | Thụy Điển và Nam Phi · lên chơi nhóm I năm 2018. | Thụy Điển và Nam Phi · lên chơi nhóm I năm 2018. | Thụy Điển và Nam Phi · lên chơi nhóm I năm 2018. | Thụy Điển và Nam Phi · lên chơi nhóm I năm 2018. |                                    |

### Nhóm III châu Âu
Thời gian: 5–8 tháng 4
Địa điểm: Làng nghỉ mát Santa Marina, Sozopol, Bulgaria (cứng)
Thể thức: Vòng tròn. Nếu có tám đội thì chia thành hai bảng. Nếu không thì Ủy ban Davis Cup sẽ quyết định cách xếp bảng. Đội đầu mỗi bảng thi đấu play-off với đội nhì (hoặc nhất) của các bảng khác để tìm ra hai đội lên chơi tại nhóm II khu vực châu Âu/Phi năm 2018.
Các đội có thể tham dự:
- Albania
- Andorra
- Armenia
- Azerbaijan
- Bulgaria
- Hy Lạp
- Iceland
- Ireland
- Kosovo
- Liechtenstein
- Luxembourg
- Bắc Macedonia
- Malta
- Moldova
- Montenegro
- San Marino

### Nhóm III châu Phi
Thời gian: 17–22 tháng 7
Địa điểm: Câu lạc bộ Solaimaneyah, Cairo, Ai Cập (đất nện)
Thể thức: Vòng tròn. Nếu có tám đội thì chia thành hai bảng. Nếu không thì Ủy ban Davis Cup sẽ quyết định cách xếp bảng. Đội đầu mỗi bảng thi đấu play-off với đội nhì (hoặc nhất) của các bảng khác để tìm ra hai đội lên chơi tại nhóm II khu vực châu Âu/Phi năm 2018.
Các đội xác nhận tham dự:
- Algérie
- Angola
- Bénin
- Botswana
- Cameroon
- Cộng hòa Dân chủ Congo
- Ai Cập
- Ghana
- Kenya
- Libya
- Mozambique
- Namibia
- Nigeria
- Rwanda
- Zimbabwe

Các đội có thể tham dự:
- Burkina Faso
- Cộng hòa Congo
- Djibouti
- Ethiopia
- Gabon
- Bờ Biển Ngà
- Lesotho
- Mali
- Mauritius
- Sénégal
- Sudan
- Togo
- Uganda
- Zambia